# Tomasz Lis na żywo
Tomasz Lis na żywo – program publicystyczny w telewizji TVP2, prowadzony przez dziennikarza Tomasza Lisa, emitowany od 25 lutego 2008 do 25 stycznia 2016. Był realizowany na żywo z udziałem publiczności i zaproszonych gości. Dyskusje z nimi dotyczyły szerokiego spektrum tematów politycznych i społecznych. Program nie był emitowany w okresie wakacyjnym.
Pierwszy sezon programu, emitowany od 25 lutego do 23 czerwca 2008 oglądało średnio 3 150 591 widzów. Ostatni sezon (od 7 września 2015 do 25 stycznia 2016) oglądało średnio 2 178 592 widzów. Udziały w grupie widzów w wieku 16-49 lat spadły z 14,55% do 9,95%.
Według przygotowanego w 2016 r. "Raportu otwarcia TVP" ośmioletnia emisja programu w TVP2 przyniosła Telewizji Polskiej stratę w wysokości ponad 2,2 mln zł.
Wpływy reklamowe w 2012 roku z pokazanych odcinków programu wyniosły 85 mln zł.
Najwięcej widzów spośród już ponad 100 pokazanych wydań talk-show Lisa zgromadziło premierowe wydanie z 25 lutego 2008 roku, które zobaczyło aż 4,58 mln osób.
W listopadzie 2015 TVP ogłosiła, że nie przedłuży z Tomaszem Lisem kontraktu na prowadzenie programu.
Program do października 2022 był również dostępny w internecie w należącym do TVP S.A. serwisie internetowym TVP VOD. Niektóre odcinki programu zostały udostępnione przez TVP również w serwisie internetowym wideo YouTube.

## Kontrowersje
Krzysztof Kłopotowski ze Stowarzyszenia Dziennikarzy Polskich w liście otwartym do Jana Dworaka, przewodniczącego Krajowej Rady Radiofonii i Telewizji, zarzucił zarządowi TVP wyjątkową tolerancję dla nadużyć warsztatowych Tomasza Lisa (w związku z likwidacją programu Warto rozmawiać). 
18 maja 2015 w wydaniu audycji Lis podczas wywiadu z aktorem Tomaszem Karolakiem zacytował rzekomą wypowiedź Kingi Dudy, córki Andrzeja Dudy (kandydata w II turze wyborów prezydenckich w Polsce w 2015 roku), która w rzeczywistości nie została wypowiedziana przez przypisaną osobę. Za zachowanie Tomasza Lisa przeprosił wydawca audycji Barbara Hrybacz, a Lis zrobił to w programie Wiadomości. Po tym wydarzeniu Komisja Zakładowa NSZZ „Solidarność” TVP S.A. oraz Zarząd Główny Stowarzyszenia Dziennikarzy Polskich wydały oświadczenia i zaapelowały do władz TVP o zakończenie współpracy z Tomaszem Lisem. 24 czerwca 2015 Komisja Etyki TVP uznała, że autorzy audycji naruszyli „zasady etyki dziennikarskiej”, a ponadto wydawca programu Barbara Hrybacz poniosła konsekwencje finansowe, natomiast Lis odbył „dyscyplinujące rozmowy” z redakcją oraz dyrekcją TVP2.